# گزارش برانت

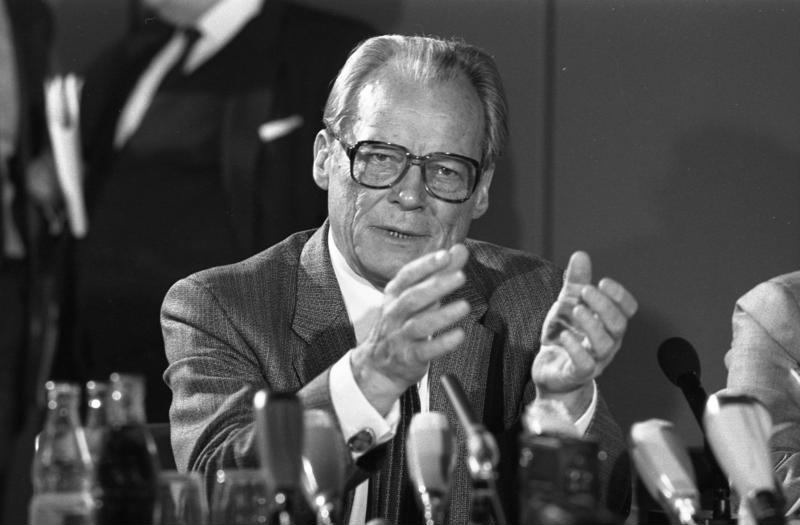
ویلی برانت در سال ۱۹۸۲، تهیه کننده گزارش برانت

گزارش برانت گزارشی است که توسط کمیسیون مستقلی به ریاست ویلی برانت در سال ۱۹۸۰ نوشته شده است. یک کمیسیون مستقل در سال ۱۹۷۷ با هدف بررسی مسائل توسعه بین المللی با حضور صدراعظم سابق آلمان که توسط رابرت مک‌نامارا، رئیس وقت بانک جهانی، به عنوان رئیس معرفی شده بود، تأسیس شد. نتیجه این گزارش درک جدیدی نسبت به تفاوت های شدید در توسعه اقتصادی  شمال جهانی و جنوب جهانی را ارائه داد.
گزارش برانت در درجه اول پیشنهاد می کند که شکاف بزرگی در استاندارد زندگی در امتداد تقسیم شمال-جنوب وجود دارد و بنابراین باید انتقال گسترده منابع از کشورهای توسعه یافته به کشورهای در حال توسعه صورت گیرد. کشورهای شمال به دلیل تجارت موفق کالاهای تولیدی، بسیار ثروتمند هستند، در حالی که کشورهای جنوب به دلیل تجارت کالاهای واسطه ای و درآمد صادراتی پایین، از فقر رنج می برند. کمیسیون برانت نوع جدیدی از امنیت جهانی را در نظر گرفت. استدلال های خود را بر اساس دیدگاهی کثرت گرایانه بنا کرد به طوری که خطرات اجتماعی، اقتصادی و سیاسی را با خطرات نظامی کلاسیک ترکیب می کند. بیست سال بعد، در سال ۲۰۰۱، گزارش برانت توسط جیمز کویلیگان، که مدیر اطلاعات کمیسیون برانت بین سال‌های ۱۹۸۰ تا ۱۹۸۷ بود، به‌روزرسانی شد. گزارش به‌روز شده او «معادله برانت» نام گرفت.

## خط برانت

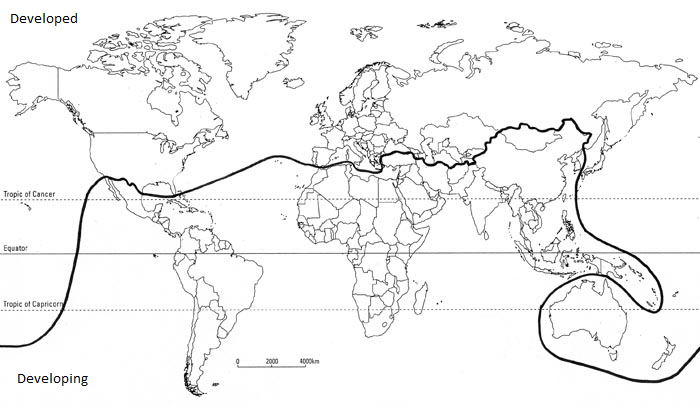
خط برانت، تقسیم جهان بر شمال ثروتمند و جنوب فقیر

خط برانت یک تصویر بصری از تقسیم اقتصادی شمال-جنوب است، که توسط ویلی برانت در دهه ۱۹۸۰، بر اساس تولید ناخالص داخلی سرانه  پیشنهاد شد. این خط جهان را در عرض جغرافیایی ۳۰ درجه شمالی احاطه کرده است و از آمریکای شمالی و مرکزی، شمال آفریقا، خاورمیانه و بیشتر شرق آسیا می گذرد، اما به سمت جنوب پایین آمده و ژاپن، استرالیا و نیوزلند را بالای خط نگه می دارد.